# Хеземан, Юлиус
Юлиус Рихард Август Хеземан (нем. Julius Richard August Hesemann; 29 июля 1901 Ганновер — 12 ноября 1980 Крефельд) — немецкий геолог, один из основателей методики изучения эрратических (руководящих) валунов в Германии.

## Научная деятельность
В 1927 году Юлиус Хеземан защищает в Ганноверской высшей технической школе кандидатскую диссертацию по специальности «геология». Тема диссертации — «Девонские железорудные месторождения Гарца». В этом же году начинает свою активную трудовую деятельность как специалист-геолог в Прусском Геологическом управлении Берлина. Его специализация — картирование древних ледниковых отложений четвертичного периода, а тема научной работы, ставшей главной исследовательской задачей — разработка методики изучения эрратических валунов в палеогеографических целях (выявление стадий и направлений движений древних ледников и выявление регионов отторжения крупнообломочных горных пород в Скандинавии.
В 1959 году Юлиус Хеземан назначается руководителем Геологической службы земли Северный Рейн-Вестфалия в Крефельде, где работает до ухода на пенсию в 1966 году. С 1961 года занимает должность профессора университета в Кёльне.

## Формула Хеземана
«Формула Хезамана» — четырёхзначное число, указывающее на процентное содержание эрратических валунов исследуемого геологического обнажения, принесенных древним ледником из четырёх регионов Фенноскандии, выделенных учёным в процессе исследований четвертичных отложений Западной Европы. Всю Фенноскандию Хеземан разделил на 4 зоны, характеризующимися определённым набором эрратических валунов, свойственным только этой зоне. Зона I — Аландские острова, Финляндия, Северная Швеция и Ботнический залив; зона II — Средняя Швеция, регион города Стокгольм и средняя часть Балтийского моря; зона III — Южная часть Швеции и Балтийского моря (включая остров Борнхольм); зона IV — Норвегия. Например, цифра 7210 означает, что 70 % руководящих валунов принесено из зоны I; 20 % из зоны II; 10 % из зоны III и 0 % из зоны IX.
Эта формула, усовершенствованная позже немецким геологом Гердом Люттигом (Gerd Lüttig) и нидерландскими учёными, используется до сих пор и в настоящее время на территории Западной Европы исследовано примерно 400 обнажений с эрратическими валунами и точной гео-координатной привязкой.

## Основные научные труды
- Die devonischen Eisenerze des Mittelharzes. Abhandlungen zur praktischen Geologie und Bergwirtschaftslehre. Band 10, ZDB-ID 501309-4. Knapp, Halle 1927.
- Quantitative Geschiebebestimmungen im norddeutschen Diluvium. Jahrbuch der Preußischen Geologischen Landesanstalt zu Berlin. Neue Folge, Band 51, 1931, ISSN 0368-1262, S. 714–758.
- Ergebnisse und Aussichten einiger Methoden zur Feststellung der Verteilung kristalliner Leitgeschiebe. Jahrbuch der Preußischen Geologischen Landesanstalt zu Berlin. Neue Folge, Band 55, 1934, S. 1–27.
- Zur Petrographie einiger kristalliner nordischer Leitgeschiebe. Abhandlungen der Preußischen Geologischen Landesanstalt. Neue Folge, Band 173, ZDB-ID 504585-x. Preußische Geologische Landesanstalt, Berlin 1936. S. 1-167.
- Kristalline Geschiebe der nordischen Vereisungen. Geologisches Landesamt Nordrhein-Westfalen, Krefeld 1975, S. 1-267.
- Geologie Nordrhein-Westfalens. Schöningh, Paderborn 1975, ISBN 3-506-71222-5. S. 1-416
- Geologie. eine Einführung in erdgeschichtliche Vorgänge und Erscheinungen. Schöningh, Paderborn u. a. 1978, ISBN 3-506-99190-6.